# Clase Orion

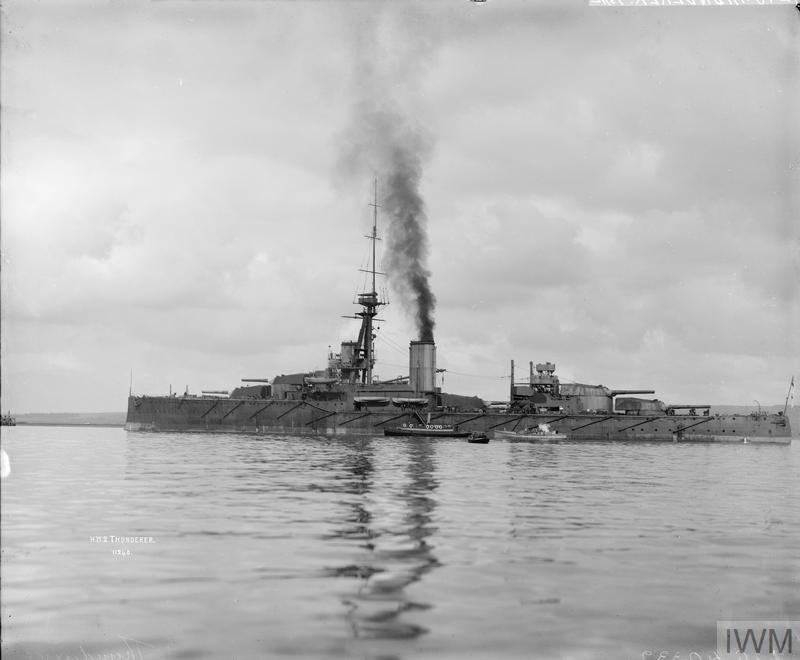
HMS Thunderer

Los acorazados de la clase Orion eran cuatro súper-dreadnought –las primeras naves de ese tipo- de la Marina Real Británica. El HMS Orion, buue líder de su clase homónima, fue botado en 1910. Eran los primeros Acorazados dreadnought reales de la Marina Real Británica por tener todas sus armas principales en la línea central, aunque los acorazados de los Estados Unidos de América clase South Carolina hicieron que este avance se ofreciera en sus primeros dreadnoughts. La clase Orion era casi indistinguible de la siguiente clase King George V. 
Los dreadnoughts británicos anteriores habían sido construidos a bajo costo. Estas naves eran mucho más grandes que los precedentes de la clase Colossus. 
La adopción del armamento sobre la línea de crujía era también necesaria. Las clases anteriores, el Colossus y el Neptune, habían adoptado ya un par de torres a popa en un esfuerzo de ahorrar el espacio de la cubierta. La gran inversión en el desplazamiento y el coste de las torres de 343 mm, con arcos limitados de fuego y su eficacia por lo tanto limitada. 
La protección en el cinturón fue aumentada a 305 mm., debido al aumento general en los calibres de las naves potencialmente adversarias. Es absolutamente típico en los diseños británicos que se retrase el grueso de la protección al tamaño de la artillería, en esto totalmente opuesto del diseño alemán en el cual grueso de la protección era generalmente mayor que la artillería que llevaba. Es también de interés observar que la suficiencia de la protección de la nave todavía era juzgada por el grosor del cinturón (vertical), más que del grosor de la cubierta (horizontal) que llegó a ser más crítico mientras que las distancias de la batalla se extendieron más allá de las 12 000 yardas. Para el momento en que comienza la Primera Guerra Mundial, todas los acorazados en ambos lados eran vulnerables “hundimiento” al fuego que se desarrollaba por encima de las 18.000 a 20.000 yardas (Las naves alemanas eran menos vulnerables en virtud de tener cinturones muy profundos, que guardaron de los impactos, lejos de la protección de las cubiertas, y porque los impactos británicos eran notoriamente débiles en la protección penetrante a un ángulo oblicuo). 
La construcción de las naves de la clase Orion costaron casi 1,9 millones de libras cada una. Las cuatro estaban presentes en la Batalla de Jutlandia en la Primera Guerra Mundial, el 31 de mayo de 1916, pero no recibieron ningún daño. Tuvieron una carrera relativamente corta, ya que eran desarmadas en 1921 y dispuestas de varias maneras en los años 20, debido al Tratado Naval de Washington.

## Barcos de esta clase
- HMS Orion
- HMS Conqueror
- HMS Monarch
- HMS Thunderer - Después de ser desarmado, sirvió como buque escuela a partir de 1922, hasta que fue dado de baja en diciembre de 1926.